# Терлецький Сидір Іванович
Си́дір Іва́нович Терле́цький (* 7 червня 1892, Брусниця — 8 лютого 1953),  український актор і режисер; в 1910 — 14 роках на сцені театру товариства «Руська Бесіда» у Львові, 1919 — 40 роках в Українському драматичному театрі при Народному Домі в Чернівцях (1919 — 28 роках його диригент), 1940 — 41 роках в Чернівецькому областному музично-драматичному театрі.
1943 — 45 роках був ув'язнений у німецькому концентраційному таборі.
Найкращі ролі: Карась («Запорожець за Дунаєм» С. Гулака-Артемовського), Гриць, Степан («Ой, не ходи Грицю …» і «Маруся Богуславка» Михайла Старицького), Виборний («Наталка-Полтавка» Івана Котляревського), Марко («За друзі своя» Віталія Товстоноса) та інші. 
Помер в Обернбург-на-Майні (Західна Німеччина).